# Hochwurzen
Hochwurzen est une montagne ainsi qu'une petite station de ski, située près de Schladming dans l'ouest du Land de Styrie en Autriche.
Hochwurzen est membre du regroupement de stations Espace Salzburg Amadé Sport World.
Une piste de luge naturelle de 7 kilomètres est aménagée sur la montagne - soit l'une des plus longues d'Autriche. Cette piste est éclairée chaque nuit - sauf les dimanches - de 19h30 à 23h30.
Le refuge Hochwurzenhütte, bâti au sommet de la montagne, est géré par la section du Club alpin autrichien de Schladming.